# Hromada (parti politique)
Cet article concerne un parti politique. Pour l'unité administrative, voir Commune (Ukraine).
Hromada est un parti politique ukrainien fondé en 1994.
Le parti remporte 23 sièges à la Rada lors des élections législatives ukrainiennes de 1998.